# 詹金斯鸚竺鯛
詹金斯鸚竺鯛（學名：Ostorhinchus jenkinsi），又稱詹金斯鸚天竺鯛，為輻鰭魚綱鈎頭魚目天竺鯛科鸚竺鯛屬下的一個種，分布於西太平洋日本至澳洲，東至所羅門群島及新喀里多尼亞海域，深度8至45公尺，本魚體呈橢圓形，體稍側扁，頭大、眼大、口大且斜裂，頜齒細小，鰓蓋骨後緣棘不發達，體被弱櫛鱗，體色紅棕色，口鼻部有一個深色條紋，頸背上有一個小黑點，背鰭硬棘部和尾柄處各有一個大黑斑，背鰭2個，尾鰭叉形，背鰭硬棘8枚、背鰭軟條9枚、臀鰭硬棘2枚、臀鰭軟條8枚，體長可達8.7公分，棲息在水質清澈的潟湖，夜間成群活動，屬肉食性，繁殖期時，雄魚具有口孵習性，卵約7日化成仔魚，由雄魚吐出，具短暫的仔魚飄浮期，生活習性不明。